# Sénilité (roman)
Sénilité (Senilità) est le deuxième roman d'Italo Svevo, publié en 1898. L'auteur va focaliser son attention sur le monde intérieur, les pensées et les rêves de ses personnages, en structurant son œuvre autour de leur introspection.

## Intrigue
Emilio Brentani est un modeste employé triestin qui, après avoir caressé sans succès l'ambition de devenir un homme de lettres, se trouve à partager avec sa sœur Amalia une existence qui oscille entre la tranquillité et la monotonie.
La rencontre hasardeuse avec Angiolina, une belle jeune femme prête à tout pour s'élever socialement, bouleverse la vie d'Emilio. L'aventure facile du départ se transforme progressivement en une obsession, qui repose sur la duperie : la réalité de la femme frivole et aimant le luxe se confond continûment avec l'illusion d'une créature spirituelle et éclectique.
Pendant ce temps, la vie d'Amalia également subit un changement profond : plus jeune que son frère, elle doit néanmoins trouver à se marier alors qu'elle n'y avait jamais songé. Ayant elle aussi renoncé à un rapport constructif avec la réalité, elle vit dans le même état de « sénilité » que son frère, lui consacrant toute son énergie. Écoutant les confidences d'Emilio, elle semble se rendre compte pour la première fois de l'existence de quelque chose de différent dans la vie et en vient à tomber secrètement amoureuse de Balli, un sculpteur sûr de lui, ami de son frère. Il ne s'agit cependant que d'un amour qui vit dans l'esprit d'Amalia et qui porte la femme au désespoir et à la drogue : elle s'intoxique à l'éther et en vient à mourir après une longue agonie.
Torturé par les remords pour avoir négligé sa sœur et dégoûté des trahisons d'Angiolina, Emilio se retrouve seul, immergé dans la grisaille d'une existence sans espoir, se laissant vivre à travers l'adoration d'un « faux souvenir » : avec les années, dans la mémoire d'Emilio, les figures d'Angiolina et d'Amalia finissent par se superposer, donnant vie à une femme imaginaire, qui a la beauté de la première mais la sensibilité de la seconde.

## Analyse stylistique
Le temps de la narration prend une dimension particulière : en effet, le temps objectif devient secondaire et n'est pas complètement recouvert par le temps de la conscience, qui soumet les paramètres temporels à la logique du temps interne. Cela donne à Emilio l'impression d'un temps qui se déroule normalement mais inutilement, qui n'imprime aucun changement à son existence ou à sa manière d'être. On retrouve là le temps de « l'inetto » svevien.
Le point de vue du roman est particulier : bien qu'utilisant la troisième personne, le narrateur se confond souvent avec le personnage ; dans le livre s'alternent et se superposent la focalisation interne et le jugement interne du narrateur qui introduit une critique. Le langage correspond plus à celui du monologue intérieur qu'à la représentation objective de la réalité, développant avant tout les états d'âme du héros. On retrouve également la technique naturaliste de l'impersonnalité : le début du roman met immédiatement le lecteur face à l'histoire sans présentation des personnages, mais Svevo met tout de suite au premier plan l'incapacité de son personnage à vivre vraiment, le fil conducteur de l’œuvre.

## Adaptations cinématographiques
- Quand la chair succombe (Senilità) (1962), film franco-italien de Mauro Bolognini.